# LUCKY Hi FiVE!
《LUCKY Hi FiVE!》(럭키 하이 파이브!)는 LiSA 명의로 발매된 두 번째 미니 앨범이다.

## 수록곡
1. ラブリーデイ(러블리 데이)
2. Hi FiVE!
3. Psychedelic Drive
4. She
5. halo-halo
6. Get free
7. 終わらない冒険(끝나지 않는 모험)